# بازدهی سلول خورشیدی

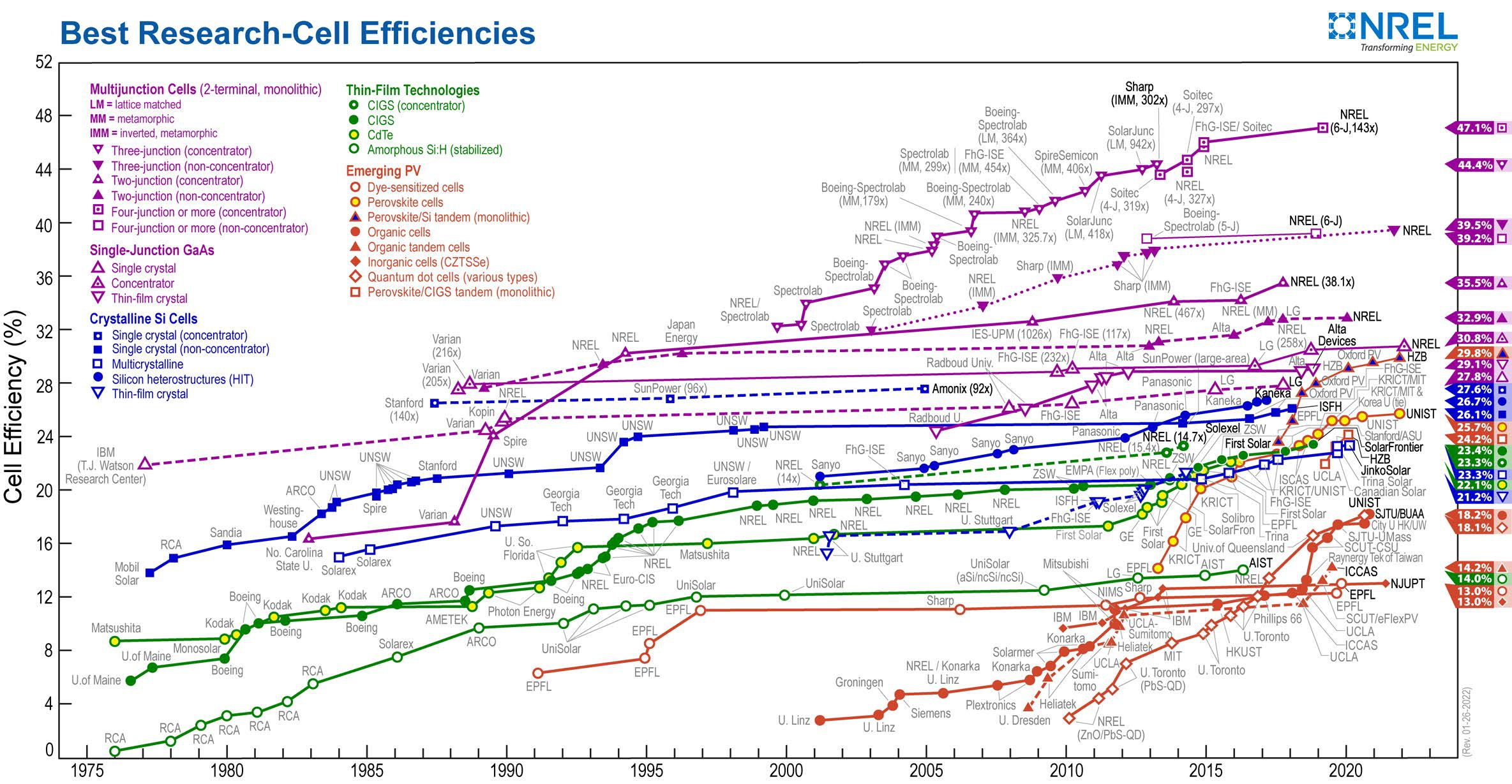
خط زمانی گزارش‌شده تحقیقاتی بازدهی تبدیل انرژی سلول خورشیدی از سال ۱۹۷۶ (آزمایشگاه ملی انرژی‌های تجدیدپذیر)

بازدهی سلول خورشیدی (به انگلیسی: Solar cell efficiency) به بخشی از انرژی به شکل نور خورشید اشاره دارد که می‌تواند از طریق فتوولتائیک توسط سلول خورشیدی به الکتریسیته تبدیل شود.
بازده سلول‌های خورشیدی مورد استفاده در یک سیستم فتوولتائیک، در ترکیب با عرض جغرافیایی و آب‌وهوا، خروجی انرژی سالانه سیستم را تعیین می‌کند. به عنوان مثال یک صفحه خورشیدی با بازده ۲۰ درصد و مساحت ۱m2 انرژی ۲۰۰ کیلووات-ساعت در سال تولید می‌کند در شرایط آزمایش استاندارد درصورت قرارگرفتن در معرض مقدار تابش خورشیدی شرایط استاندارد آزمایشی ۱۰۰۰W/m2 برای ۲٫۷۴ ساعت در روز. معمولاً صفحه‌های خورشیدی در یک روز معین بیش از این مدت در معرض نور خورشید قرار می‌گیرند، اما تابش خورشیدی در بیشتر روز کمتر از ۱۰۰۰W/m2 است. یک صفحه خورشیدی می‌تواند زمانی که خورشید در آسمان بالا است بیشتر تولید کند و در شرایط ابری یا زمانی که خورشید در آسمان پایین است کمتر تولیدمی‌کند. خورشید در زمستان در آسمان پایین‌تر است. در یک منطقه خورشیدی پُر بازده مانند کلرادو مرکزی، که سالانه ۲۰۰۰kWh/m2/year تابش خورشیدی دریافت می‌کند، چنین صفحه‌ای می‌تواند ۴۰۰ کیلووات-ساعت انرژی در سال تولید کند با این حال، در میشیگان، که تنها ۱۴۰۰ کیلووات-ساعت بر مترمربع در سال دریافت می‌کند، بازده انرژی سالانه به ۲۸۰ کیلووات-ساعت برای همان صفحه کاهش می‌یابد. در عرض‌های جغرافیایی اروپای شمالی تر، بازده به‌طور قابل توجهی کمتر است: بازده انرژی سالانه ۱۷۵ کیلووات-ساعت در جنوب انگلستان در شرایط مشابه.

طرح‌وارهٔ جمع‌آوری بار توسط سلول‌های خورشیدی. نور از طریق الکترود رسانای شفاف عبور می‌کند و جفت‌های حفره الکترون ایجاد می‌کند که توسط هر دو الکترود جمع‌آوری می‌شود. راندمان جذب و جمع‌آوری یک سلول خورشیدی به طراحی رساناهای شفاف و ضخامت لایه فعال بستگی دارد.

عوامل متعددی بر مقدار بازدهی تبدیل سلول تأثیر می‌گذارند، از جمله بازتاب آن، بازده ترمودینامیکی، جداسازی حامل بار، بازدهی جمع‌آوری حامل بار و مقادیر بازدهی رسانش. از آنجایی که اندازه‌گیری مستقیم این پارامترها دشوار است، پارامترهای دیگری مانند بازدهی کوانتومی، نسبت ولتاژ مدار باز (VOC) و § ضریب پُری (در زیر توضیح داده شده‌است) اندازه‌گیری می‌شوند. . تلفات بازتاب با مقدار بازده کوانتومی محاسبه می‌شود، زیرا بر «بازده کوانتومی خارجی» تأثیر می‌گذارد. تلفات بازترکیب با بازده کوانتومی، نسبت VOC و مقادیر ضریب پری محاسبه می‌شوند. تلفات مقاومتی عمدتاً با مقدار ضریب پری محاسبه می‌شوند، اما به بازده کوانتومی و مقادیر نسبت VOC کمک می‌کنند. در سال ۲۰۱۹، رکورد جهانی بازدهی سلول خورشیدی با ۴۷/۱٪ با استفاده از سلول‌های خورشیدی متمرکزساز چندپیوندی، توسعه‌یافته در آزمایشگاه ملی انرژی‌های تجدیدپذیر، گلدن، کلرادو، ایالات متحده به دست آمد.

## عوامل مؤثر بر بازدهی تبدیل انرژی
عوامل مؤثر بر بازدهی تبدیل انرژی در یک مقاله برجسته توسط ویلیام شاکلی و هانس کویسر در سال ۱۹۶۱ توضیح داده شد.برای جزئیات بیشتر به محدودیت شاکلی و کوییسر مراجعه کنید.

### حد بازدهی ترمودینامیکی و حد پشته-بی‌نهایت

حد شاکلی-کویسر برای بازدهی یک سلول خورشیدی تک‌پیوندی در زیر نورخورشید نامتمرکزشده در 273 کلوین. این منحنی محاسبه‌شده از داده‌های واقعی طیف خورشیدی استفاده می‌کند، و بنابراین منحنی از باندهای جذب IR در جو است. این محدودیت بازده ~ ۳۴٪ می‌توان توسط سلول‌های خورشیدی چندپیوندی فراتر رَود.

اگر کسی منبع گرما در دمای Ts و گرماگیر خنک‌تر در دمای Tc داشته باشد، حداکثر مقدار ممکن از نظر تئوری برای نسبت کار (یا توان الکتریکی) به گرمای عرضه‌شده Tc/Ts-1 است که توسط یک موتور گرمایی کارنو داده می‌شود. اگر ۶۰۰۰ کلوین برای دمای خورشید و ۳۰۰ کلوین برای شرایط محیطی روی زمین در نظر بگیریم، این به ۹۵ درصد می‌رسد. در سال ۱۹۸۱، الکسیس دو ووس و هرمان پاولز نشان دادند که این امر با پشته‌ای از تعداد بی‌نهایت سلول با شکاف نواری محدوده‌بندی از بی‌نهایت (اولین سلول‌هایی که فوتون‌های ورودی با آن‌ها مواجه می‌شوند) تا صفر، با ولتاژ در هر سلول بسیار نزدیک به ولتاژ مدار باز، برابر با ۹۵٪ از شکاف باند آن سلول، و با تابش جسم‌سیاه ۶۰۰۰ کلوین که از همه جهات می‌آید، به‌دست می‌آید. با این حال، بازدهی ۹۵٪ به این معنی است که توان الکتریکی ۹۵٪ از مقدار خالص نور جذب‌شده‌است - پشته تابش ساطع می‌کند زیرا دمای غیرصفر دارد و این تابش باید از تابش ورودی درهنگام محاسبه مقدار گرمای منتقل‌شده موجود و بازدهی کم شود.

### نهایت بازدهی
با این حال، سامانه‌های فتوولتائیک معمولی تنها یک پیو. ند p-n دارند و بنابراین در معرض یک حد بازدهی پایین‌تری هستند که توسط شاکلی و کویسر «بازده نهایی» نامیده می‌شود. سلول‌های تک‌پیوندی مرسوم با شکاف باند بهینه برای طیف خورشید دارای حداکثر بازدهی نظری ۳۳٫۱۶٪، حد شاکلی-کویسر هستند.
سلول‌های خورشیدی با مواد جاذب شکاف باند متعدد با تقسیم طیف خورشید به خانک‌های (به انگلیسی: bins) کوچکتر که در آن حد بازدهی ترمودینامیکی برای هر خانک بالاتر است، بازدهی را بهبود می‌بخشد.

### بازدهی کوانتومی
همان‌طور که در بالا توضیح داده شد، هنگامی که یک فوتون توسط یک سلول خورشیدی جذب می‌شود، می‌تواند یک جفت الکترون-حفره ایجاد کند. یکی از حامل‌ها ممکن است به پیوند p-n برسد و به جریان تولید شده توسط سلول خورشیدی کمک کند. گفته می‌شود که چنین حاملی جمع‌آوری می‌شود. یا، حامل‌ها بدون هیچ مشارکت خالصی در جریان سلول، دوباره ترکیب می‌شوند.
بازدهی کوانتومی به درصد فوتون‌هایی اشاره دارد که وقتی سلول تحت شرایط اتصال کوتاه کار می‌کند، به جریان الکتریکی (یعنی حامل‌های جمع‌آوری‌شده) تبدیل می‌شوند. بازده کوانتومی «خارجی» یک سلول خورشیدی سیلیکونی شامل اثر تلفات نوری مانند انتشار و بازتاب است.

### بیشینه نقطه توان
یک سلول خورشیدی ممکن است در محدوده وسیعی از ولتاژ (V) و جریان (I) کار کند. با افزایش مداوم بار مقاومتی روی یک سلول برتابیده (به انگلیسی: irradiated) از صفر (یک اتصال کوتاه) به یک مقدار بسیار بالا (مدار باز) می‌توان بیشینه نقطه توان را تعیین کرد، نقطه ای که V × I را حداکثر می‌کند؛ یعنی باری که سلول می‌تواند حداکثر توان الکتریکی را در آن سطح برتابش ایجاد کند. (توان خروجی در هر دو نقطه اتصال کوتاه و مدار باز صفر است).

### ضرب پُری
یکی دیگر از اصطلاحات تعیین‌کننده در رفتار کلی یک سلول خورشیدی، ضریب پُری (FF) است. این ضریب معیاری برای سنجش کیفیت یک سلول خورشیدی است. این توان قابل‌دسترسی در نقطه بیشینه توان (Pm) تقسیم بر ولتاژ مدار باز (VOC) در جریان اتصال کوتاه (ISC) است:
{\displaystyle FF={\frac {P_{m}}{V_{OC}\times I_{SC}}}={\frac {\eta \times A_{c}\times G}{V_{OC}\times I_{SC}}}.}
ضریب پُری را می‌توان به صورت گرافیکی با جاروب IV نشان‌داد که در آن نسبت نواحی مستطیلی مختلف است.